# 逃學威龍3之龍過雞年
《逃學威龍3之龍過雞年》是1993年上映的香港賀歲電影，由周星馳、梅豔芳、張敏主演。該片是周星馳與梅艷芳繼《審死官》成功之後的再度合作，亦是《逃學威龍》三部曲系列最後一部作品。雖同為《逃學威龍》系列，但由於本片改由王晶導演，因此不論場景還是風格都與前兩部有極大差異，且幾乎沒有「校园」成分。同時在前兩部都有演出的吳孟達亦未在本片登場。

## 角色
| 角色     | 演員              | 粵語配音 | 備註 |
| 周星星   | 周星馳            | 周星馳   | 總督察，因追查被殺的富豪王百萬，於是警方派周星星做臥底深入調查真相。最後找出並槍殺兇手程文靜。何敏之男友。與湯茱迪互生情愫。                                                                                               |
| 王百萬   | 周星馳            | 周星馳   | 城中富豪、湯茱迪的老公。與周星星神似卻被程文靜刺殺身亡。 |
| 湯茱迪   | 梅艷芳            | 龍寶鈿   | 王百萬的老婆、程文靜的女友、雙性戀者。接獲警方通知帶走冒牌丈夫周星星回家。因為與程文靜有很深的感情，最終扛下一切罪責。與周星星互生情愫。                                                                                   |
| 何敏     | 張敏              | 何錦華   | 周星星之女友。 |
| 何敏表哥 | 陳百祥            | 陳百祥   | 警司，原被警務處停職，後復職。 |
| 程文靜   | 周海媚            | 鄭麗麗   | 湯茱迪的女友、同性戀者，還是個精神病患者。有嚴重的暴力傾向，誓言要報復愛和傷害湯茱迪的男人，是殺害王百萬及林大岳的兇手。後因想射殺周星星卻被湯茱迪阻止，得知湯茱迪頂罪之後多次謀殺周星星未果，最終被周星星槍殺後墜樓身亡。 |
| 林大岳   | 黃秋生            | 黃秋生   | 是王百萬從小到大的死黨，王百萬被害案的疑犯之一，利用湯茱迪的裸照威脅之。最終被程文靜刺死。 |
| 黎sir    | 梁家仁            | 梁家仁   | 警司，周星星的上司，後因為毆打嫌犯被停職。 |
| 呢卷廁子 | 朱咪咪            | 朱咪咪   | 日本管家。 |
| 陳Sir    | 陳欣健            | 陳欣健   | 警司，黎Sir的同期同學。 （特別客串） |
| 洪爺     | 秦沛 （特別客串） | 盧雄     | 從《赌圣》而來的角色，香港賭王。因為贏黎sir的錢而被當成老千逮捕，與大軍一同傳授周星星老千速成法。 |
| 大軍     | 程東 （特別客串） |          | 從《赌侠》而來的角色，特異功能人士。因為贏黎sir的錢而被當成老千逮捕，與洪爺一同傳授周星星老千速成法。 |
| 法醫     | 曾近榮            | 曾近榮   | 調查王百萬命案的法醫，被周星星誤認為第一集的化學老師。 |
| 護士     | 颜丽如            | 颜丽如   | 为了周星星換了十幾份工作，護士，秘書，舞會。 |

## 外部連結
- 開眼電影網上《逃學威龍3之第七感抓財神》的資料（繁體中文）
- 豆瓣电影上《逃學威龍3之龍過雞年》的資料 （简体中文）
- 时光网上《逃學威龍3之龍過雞年》的資料（简体中文）
- 爛番茄上《逃學威龍3之龍過雞年》的資料（英文）
- 香港影庫上《逃學威龍3之龍過雞年》的資料（繁體中文）
- 互联网电影数据库（IMDb）上《逃學威龍3之龍過雞年》的资料（英文）